# Żelazna Brama

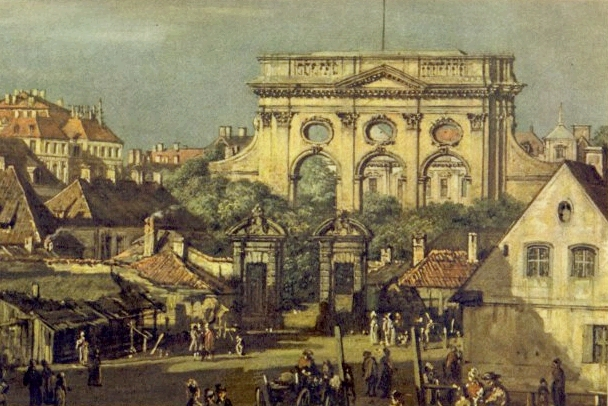
Auf diesem Ausschnitt eines zeitgenössischen Gemäldes von Bernardo Bellotto aus dem Jahr 1764 ist das „Eiserne Tor“ mittig vor der monumentalen Aussichtsplattform „Wielki Salon“ (Großer Salon) im Sächsischen Garten erkennbar

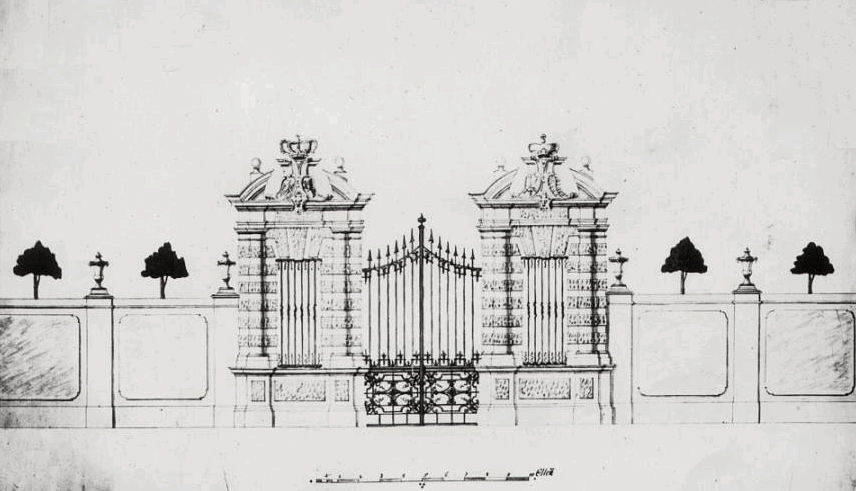
Zeichnung des Tores von Joachim Daniel von Jauch um 1735

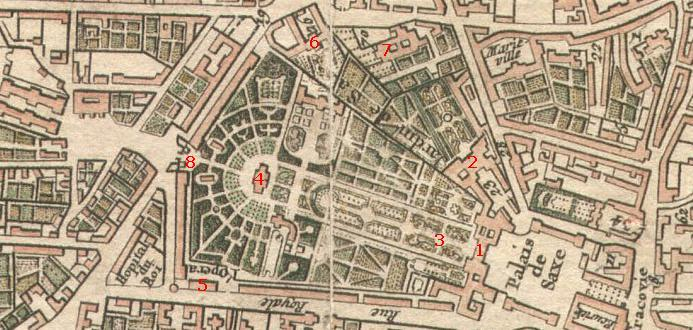
Rizzi Zanoni, Plan des Sächsischen Gartens von etwa 1781. Position 4 bezeichnet die Lage des „Großen Salons“, Position 8 die des „Eisernen Tores“

Als Żelazna Brama (Eisernes Tor) wurde das westliche Eingangstor zum Sächsischen Garten in Warschau bezeichnet. Das in der ersten Hälfte des 18. Jahrhunderts errichtete Tor selbst war zwar nicht herausragend bedeutend, als Namensgeberin fand und findet es jedoch Widerhall in der Warschauer Architekturgeschichte.

## Lage
Das nicht mehr existierende Tor lag im Bereich der heutigen Warschauer Innenstadt. Es bildete ein wesentliches Element der Sächsischen Achse, die an der Krakowskie Przedmieście begann und bei den Kasernen der königlichen Garde (heute Mirów-Hallen) bzw. dem derzeitigen Feuerwehrmuseum der Feuerwehr von Wola, endete. Heute befindet sich an Stelle des Tores die geschwungene und hier zweigeteilte Verlängerung der Marszałkowska-Straße zum Bankowy-Platz.

## Geschichte
1724 wurde das Tor im Auftrag Königs August II. nach einem Projekt von Matthäus Daniel Pöppelmann im Rahmen der Ummauerung des Sächsischen Gartens errichtet. Das Tor bestand aus zwei mächtigen als Torhäuschen genutzten Pfeilern sowie dem zweiflügeligen, schmiedeeisernen Tor. Das Eisenflügel hatten eine Breite von je ca. einem Meter und waren rund 3,50 Meter hoch. Die Flügel bestanden in der oberen Hälfte aus aufrecht stehenden Lanzen, die sich zur Tormitte nach oben schwangen. Die ebenfalls 2 Meter breiten Torpfeiler, deren Fenster mit Gitterstäben versehen waren, hatten eine Höhe von rund 5 Metern. Die prächtig ausgestatteten Torpfeiler waren mit Emblemen der Königreiche von August II. gekrönt – dem polnischen und litauischen unter einer Königskrone und dem Sächsisch-Wettinschen.
Das Tor bildete den Abschluss des Sächsischen Gartens in westlicher Richtung und war bis zur Freigabe zur öffentlichen Nutzung des Parkes verschlossen. Es trennte den königlichen Park von dem dahinter befindlichen „Plac Targowicy Wielopolskiej“ (Platz des Handels in Wielopolska), der später nach dem Tor benannt werden sollte. 1818 wurde die den Park umgebende Mauer durch einen Gitterzaun ersetzt; im Rahmen dieser Änderung wurden die beiden Torpfosten abgerissen und die Torflügel mit einer schlichteren Gusseisenkonstruktion ausgetauscht. Bereits 1821 wurde der westliche Teil des Zaunes erneut abgerissen. Der westliche Spitze des Parkes wurde zugunsten einer Vergrößerung des Handelsplatzes in ostwärtiger Richtung verschoben. Es entstand 1821 ein neues eisernes Tor (die Pfosten bestanden ebenfalls aus Eisen) an veränderter Stelle. Dieses Tor wurde etwa 1920 beim Bau der Verlängerung der Marszałkowska-Straße ersatzlos entfernt.

## Namensgeberin
- Bereits wenige Jahre nach Errichtung des Eisernen Tores wurde der dahinterliegende, bis dahin als „Plac Targowicy Wielopolskiej“ bekannte große Marktplatz als Plac Za Żelazną Bramą (Platz hinter dem Eisernen Tor) bezeichnet. Auch heute noch wird dieser Ausdruck genutzt, allerdings ist der damit gemeinte Platz ein Ergebnis der kompletten Neubebauung der Gegend nach dem Zweiten Weltkrieg und kennzeichnet nicht mehr den Verlauf des ursprünglichen Marktplatzes.
- Das hier anstelle der Vorkriegsbebauung entstandene Stadtviertel wird als Za Żelazną Bramą (Hinter dem eisernen Tor) bezeichnet.
- Eine in der Twarda-Straße ansässige Wohnungsbau- und Verwaltungsgenossenschaft trägt den Namen Spółdzielnia Mieszkaniowa Żelazna Brama[3].
- Eine 2008 gegründete polnische Musikband, deren Mitglieder aus dem Neubauviertel stammen, nennt sich ebenfalls „Żelazna Brama“ (Eisernes Tor)[4].